# Massacre de Dunblane
O massacre de Dunblane ocorreu na Escola Primária de Dunblane, em Dunblane, perto de Stirling, Escócia, em 13 de março de 1996, quando Thomas Hamilton, de 44 anos, matou a tiros uma professora, 16 alunos  e feriu outros 15, antes de se matar. Esse continua sendo o tiroteio em massa mais mortal da história britânica.
Após os assassinatos, o debate público se concentrou nas leis de controle de armas, incluindo petições públicas para a proibição da propriedade privada de armas curtas e um inquérito oficial, que produziu o Relatório Cullen de 1996.
O incidente levou a uma campanha pública, conhecida como Snowdrop Petition (Petição Snowdrop), que ajudou a criar uma legislação, especificamente duas novas Leis de Armas de Fogo, que proibiram a propriedade privada da maioria das armas de fogo na Grã-Bretanha, com poucas exceções. O governo do Reino Unido instituiu um programa temporário de recompra de armas, que fornecia uma compensação aos proprietários legais de armas de fogo.
Desde o massacre e as restrições mais rígidas às armas de fogo, não ocorreram tiroteios em massa com armas de fogo, embora tenham ocorrido incidentes com espingardas e rifles - como os tiroteios de 2010 em Cumbria ou o tiroteio de 2021 em Plymouth. No entanto, como tem sido consistentemente o caso desde a introdução da Lei de Armas de Fogo de 1968, os incidentes envolvendo armas de fogo de propriedade legal no Reino Unido continuam extremamente raros.

## Tiroteio
Por volta das 8h15 do dia 13 de março de 1996, Thomas Hamilton, de 44 anos, foi visto raspando gelo de sua van do lado de fora de sua casa em Kent Road, em Stirling. Ele saiu logo depois e dirigiu cerca de 8 km para o norte até Dunblane. Hamilton chegou ao terreno da Dunblane Primary School por volta das 9h30 e estacionou sua van perto de um poste no estacionamento da escola. Ele cortou os cabos telefônicos, na base do poste, que serviam às casas vizinhas, antes de atravessar o estacionamento em direção aos prédios da escola.
Hamilton foi em direção ao lado noroeste da escola, até uma porta próxima aos banheiros e ao ginásio da escola. Após entrar, ele se dirigiu ao ginásio armado com quatro revólveres de porte legal: duas pistolas Browning HP de 9 mm e dois revólveres Smith & Wesson M19 .357 Magnum. Hamilton também carregava 743 cartuchos de munição. No ginásio, havia uma turma de 28 alunos do Ensino Fundamental I se preparando para uma aula de educação física, na presença de três funcionários adultos.
Antes de entrar no ginásio, acredita-se que Hamilton tenha disparado dois tiros contra o palco do salão de reuniões e o banheiro feminino.
Hamilton começou a atirar de forma rápida e aleatória. Ele atirou na professora de educação física Eileen Harrild, que foi ferida nos braços e no peito ao tentar se proteger, e continuou atirando no ginásio. Harrild cambaleou até o armário aberto ao lado do ginásio junto com várias crianças feridas. Gwen Mayor, a professora da turma do primeiro ano do ensino fundamental, foi baleada e morreu instantaneamente. A outra adulta presente, Mary Blake, uma assistente de supervisão, foi baleada na cabeça e nas duas pernas, mas também conseguiu chegar ao armário com várias crianças à sua frente.
Ao entrar no ginásio e caminhar alguns passos, Hamilton disparou 29 tiros com uma das pistolas, matou uma criança e feriu várias outras. Quatro crianças feridas se abrigaram no armário de depósito junto com Harrild e Blake, que estavam feridas. Hamilton então se deslocou para o lado leste do ginásio, disparando seis tiros enquanto caminhava, e depois disparou oito tiros em direção à extremidade oposta do ginásio. Em seguida, dirigiu-se para o centro do ginásio, disparando 16 tiros à queima-roupa contra um grupo de crianças que havia sido incapacitado pelos tiros anteriores.
Um aluno do 7º ano que estava caminhando pelo lado oeste da parte externa do ginásio no momento ouviu estrondos e gritos e olhou para dentro. Hamilton atirou em sua direção e o aluno foi ferido por um estilhaço de vidro antes de fugir. Nessa posição, Hamilton disparou 24 tiros em várias direções. Ele disparou tiros em direção a uma janela próxima à saída de emergência na extremidade sudeste do ginásio, possivelmente contra um adulto que estava atravessando o parquinho, e depois disparou mais quatro tiros na mesma direção após abrir a porta da saída de emergência. Hamilton, então, saiu brevemente do ginásio pela saída de incêndio, disparando outros quatro tiros em direção ao vestiário da biblioteca, atingindo e ferindo Grace Tweddle, outra funcionária da escola.
Na sala de aula móvel mais próxima da saída de incêndio, onde Hamilton estava, Catherine Gordon o viu disparando tiros e instruiu sua turma do 7º ano do ensino fundamental a se deitar no chão antes que Hamilton disparasse nove balas contra a sala de aula, atingindo livros e equipamentos. Uma bala atravessou uma cadeira onde uma criança estava sentada segundos antes. Hamilton então entrou novamente no ginásio, largou a pistola que estava usando e pegou um dos dois revólveres.
Ele colocou o cano da arma na boca, apontou-a para cima e apertou o gatilho, cometendo suicídio. No total, 32 pessoas sofreram ferimentos a bala infligidos por Hamilton em um período de 3 a 4 minutos, sendo que 16 delas foram fatalmente feridas no ginásio, incluindo Gwen Mayor, a professora do 1º ano, e 15 de seus alunos. Outra criança morreu a caminho do hospital.
A primeira ligação para a polícia foi feita às 9h41 pelo diretor da escola, Ronald Taylor, que havia sido alertado pela diretora assistente Agnes Awlson sobre a possibilidade de haver um atirador nas dependências da escola. Awlson disse a Taylor que tinha ouvido gritos dentro do ginásio e visto o que ela achava ser cartuchos no chão, Taylor tinha percebido ruídos altos que ele supôs serem de construtores no local, dos quais ele não havia sido informado. Quando ele estava a caminho do ginásio, o tiroteio terminou e, ao ver o que havia acontecido, ele correu de volta para seu escritório e disse à vice-diretora Fiona Eadington para chamar as ambulâncias, a ligação foi feita às 9h43.
A primeira ambulância chegou ao local às 9h57, em resposta ao telefonema feito às 9h43. Outra equipe médica do Dunblane Health Centre chegou às 10h04, incluindo médicos e uma enfermeira, que participaram da reanimação inicial dos feridos. As equipes médicas dos centros de saúde de Doune e Callander chegaram logo em seguida. O departamento de acidentes e emergências da Stirling Royal Infirmary também foi informado de um incidente grave envolvendo várias vítimas às 9h48 e a primeira de várias equipes médicas do hospital chegou às 10h15. Outra equipe médica da Falkirk and District Royal Infirmary chegou às 10h35.
Por volta das 11h10, todos os feridos foram levados para a Stirling Royal Infirmary para tratamento médico, uma criança morreu a caminho do hospital. Após exames, vários dos pacientes foram transferidos para a Falkirk and District Royal Infirmary e alguns para o Royal Hospital for Sick Children de Glasgow. Os futuros jogadores de tênis Andy e Jamie Murray, ambos alunos da escola durante o evento, não ficaram feridos durante o massacre.

## Autor do crime
Thomas Watt Hamilton nasceu em 10 de maio de 1952 em Glasgow. Como diretor de vários clubes juvenis, Hamilton foi alvo de várias queixas à polícia por comportamento inadequado em relação a meninos, incluindo alegações de que ele havia tirado fotos de meninos seminus sem o consentimento dos pais. Ele foi líder de escoteiros por um breve período - inicialmente, em julho de 1973, foi nomeado líder assistente da 4º/6º Stirling da The Scout Association. Mais tarde naquele ano, foi destacado como líder da 24ª tropa de Stirlingshire, que estava sendo reativada. Várias reclamações foram feitas sobre a liderança de Hamilton, incluindo reclamações sobre escoteiros sendo forçados a dormir perto dele dentro de sua van durante expedições de caminhada em colinas. Poucos meses depois, em 13 de maio de 1974, o mandado de escoteiro de Hamilton foi retirado, com o comissário do condado declarando que "suspeitava de suas intenções morais em relação aos meninos". Ele foi banido da Associação e frustrado em uma tentativa posterior de se tornar líder escoteiro em Clackmannanshire.
Hamilton alegou em cartas que os rumores locais sobre seu comportamento em relação aos meninos levaram ao fracasso de sua empresa em 1993 e que, nos últimos meses de sua vida, ele reclamou que suas tentativas de organizar um clube para meninos foram perseguidas pela polícia local e pelo movimento escoteiro. Entre as pessoas para quem ele se queixou estavam a Rainha Elizabeth II e o membro do Parlamento (MP) local, Michael Forsyth (Conservador). Na década de 1980, outro MP, George Robertson (Trabalhista), que morava em Dunblane, havia se queixado a Forsyth sobre o clube de meninos local de Hamilton, do qual seu filho participava. No dia seguinte ao massacre, Robertson falou que já havia discutido com Hamilton "em minha própria casa".
Em 19 de março de 1996, seis dias após o massacre, o corpo de Hamilton foi cremado. De acordo com um porta-voz da polícia, esse serviço foi realizado "longe de Dunblane".

## Legislação subsequente
Os Relatórios Cullen, resultado do inquérito sobre o massacre de Dunblane, recomendaram que o governo do Reino Unido introduzisse controles mais rígidos sobre a propriedade de armas de fogo e considerasse se uma proibição total da propriedade privada seria de interesse público como alternativa (embora a propriedade de clubes fosse mantida). O relatório também recomendou mudanças na segurança das escolas e a verificação de pessoas que trabalham com menores de 18 anos. O Comitê Seleto de Assuntos Internos concordou com a necessidade de restrições à propriedade de armas, mas declarou que a proibição de armas de fogo não era apropriada.
Um grupo de defesa, o Gun Control Network (Rede de Controle de Armas), foi fundado após o massacre e recebeu apoio de alguns pais das vítimas dos massacres de Dunblane e Hungerford. Famílias enlutadas e outros também fizeram campanha pela proibição da propriedade privada de armas.
Em resposta ao debate público, o governo conservador do primeiro-ministro John Major introduziu a Lei de Armas de Fogo (Emenda) de 1997, que proibiu todas as armas de mão de munição de cartucho, com exceção das de calibre .22 rimfire na Inglaterra, Escócia e País de Gales. Após as eleições gerais de 1997 no Reino Unido, o governo trabalhista do primeiro-ministro Tony Blair introduziu a emenda de armas de mão (nº 2) de 1997, proibindo também as demais armas de mão de cartucho .22. Com isso, apenas as armas de antecarga e as armas históricas estavam legalizadas, bem como certas armas esportivas (armas longas, por exemplo) e armas de cano longo que não se enquadram nas dimensões mínimas de cano e comprimento total da Lei de Armas de Fogo de 1968, conforme alterada.
Apesar da percepção geral de que as armas de fogo estão agora "proibidas no Reino Unido", a proibição não afetou e não afeta a Irlanda do Norte, onde continua sendo perfeitamente legal que cidadãos comuns possuam armas de fogo para tiro ao alvo (sujeito à posse de uma licença de armas de fogo) e, em certas circunstâncias, também para autodefesa. A Irlanda do Norte é a única parte do Reino Unido onde as armas de mão podem ser portadas para fins de autodefesa, e isso está sujeito ao fato de o proprietário possuir uma licença de arma de defesa pessoal. Quase 3.000 dessas licenças foram emitidas em 2012.
Evidências de interações anteriores da polícia com Hamilton foram apresentadas ao Inquérito Cullen, mas foram posteriormente lacradas sob uma ordem de fechamento para impedir a publicação por 100 anos. O motivo oficial para lacrar os documentos foi proteger as identidades das crianças, mas isso levou a acusações de encobrimento visando proteger a reputação dos funcionários. Após uma revisão da ordem de fechamento pelo Lord Advocate, Colin Boyd, versões editadas de alguns dos documentos foram liberadas para o público em outubro de 2005. Quatro arquivos contendo autópsias, registros médicos e perfis das vítimas, bem como a autópsia de Hamilton, permaneceram selados sob a ordem de 100 anos para evitar angústia aos parentes e sobreviventes.
Os documentos liberados revelaram que, em 1991, foram feitas queixas contra Hamilton à Central Scotland Police e foram investigadas pela Child Protection Unit. Ele foi denunciado ao procurador fiscal para análise de dez acusações, incluindo agressão, obstrução de justiça e violação da Lei de Crianças e Jovens de 1937. Nenhuma medida foi tomada e ele manteve seu registro de armas de fogo, apesar de essas acusações e denúncias serem motivos legais para a polícia o ter revogado antes da tragédia de Dunblane.

## Cobertura da imprensa
Dois livros - Dunblane: Our Year of Tears de Peter Samson e Alan Crow, e Dunblane: Never Forget de Mick North - apresentam relatos do massacre sob a perspectiva das pessoas mais diretamente afetadas. Em 2009, o Sunday Express foi criticado por um artigo inadequado sobre os sobreviventes do massacre, treze anos após o evento.
No domingo seguinte aos tiroteios, o culto matinal na Catedral de Dunblane, conduzido por Colin MacIntosh, foi transmitido ao vivo pela BBC. A BBC também transmitiu ao vivo memorial de 9 de outubro de 1996, também realizado na Catedral de Dunblane. Uma série de documentários, Crimes That Shook Britain, discutiu o massacre. O documentário Dunblane: Remembering our Children, que contou com a participação de muitos dos pais das crianças que foram mortas, foi transmitido pela STV e ITV no primeiro aniversário. No décimo aniversário, em março de 2006, dois documentários foram transmitidos: O Channel 5 exibiu Dunblane - A Decade On e a BBC Scotland exibiu o Remembering Dunblane. Em 9 de março de 2016, parentes das vítimas falaram em um documentário da BBC Scotland intitulado Dunblane: Our Story para marcar o vigésimo aniversário. Um documentário da Netflix de 2018, Cartas de Dunblane: Sua escola, seu massacre, nossas lições, dirigido por Kim A. Snyder, fez uma comparação com o massacre de Sandy Hook nos Estados Unidos, explorando a dor e a amizade entre os dois padres que atendiam as comunidades afetadas nos momentos dos respectivos tiroteios. Em 11 de março de 2021, a ITV exibiu um documentário especial para marcar o vigésimo quinto aniversário: Return to Dunblane with Lorraine Kelly, no qual a apresentadora revisitou a cidade, conversando com as famílias das vítimas e com os trabalhadores da equipe emergencial.

## Memoriais e homenagens

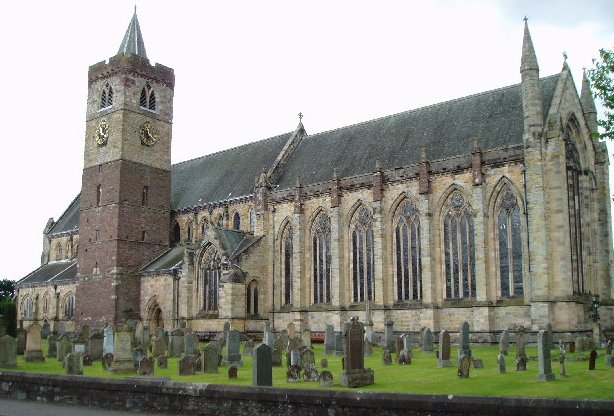
Diversos cultos de homenagem foram realizados na Catedral de Dunblane

Dois dias após o tiroteio, uma vigília e uma sessão de oração foram realizadas na Catedral de Dunblane, com a participação de pessoas de todas as religiões. No Domingo das Mães, em 17 de março, a Rainha Elizabeth II e sua filha Anne, Princesa Real, participaram de um serviço memorial na Catedral de Dunblane.
Sete meses após o massacre, em outubro de 1996, as famílias das vítimas organizaram seu próprio culto memorial na Catedral de Dunblane, ao qual compareceram mais de 600 pessoas, inclusive o Príncipe Charles. O culto foi transmitido ao vivo pela BBC1 e conduzido por James Whyte, ex-moderador da Assembleia Geral da Igreja da Escócia. A apresentadora de televisão Lorraine Kelly, que havia feito amizade com algumas das famílias das vítimas enquanto fazia reportagens sobre o massacre para a GMTV, foi a oradora convidada do culto.
Em agosto de 1997, duas variedades de rosas foram apresentadas e plantadas como centro de uma rotatória em Dunblane. As duas rosas foram desenvolvidas pela Cockers Roses of Aberdeen: a rosa "Gwen Mayor" e a rosa "Innocence", em memória das crianças mortas. Um cultivar de snowdrop, originalmente encontrada em um jardim de Dunblane na década de 1970, foi rebatizada de "Sophie North" em memória de uma das vítimas do massacre.
O ginásio da escola foi demolido em 11 de abril de 1996 e substituído por um jardim memorial. Dois anos após o massacre, em 14 de março de 1998, um jardim memorial foi inaugurado no cemitério de Dunblane, onde Mayor e doze das crianças mortas estão enterradas. O jardim tem uma fonte com uma placa com os nomes dos que foram assassinados. Vitrais em memória das vítimas foram colocados em três igrejas locais, a Igreja de St Blane e a Igreja da Sagrada Família em Dunblane e na vizinha Lecropt Kirk, bem como no Centro Comunitário e da Juventude de Dunblane.
A Newton Primary School concede o prêmio The Gwen Mayor Rosebowl a um aluno todos os anos. Uma instituição de caridade, a Gwen Mayor Trust, foi criada pelo Instituto Educacional da Escócia para financiar projetos em escolas primárias escocesas.
A National Association of Primary Education encomendou a escultura, "Flame for Dunblane", criada por Walter Bailey a partir de um único teixo, a qual foi colocada na National Forest, próximo à Moira, Leicestershire.

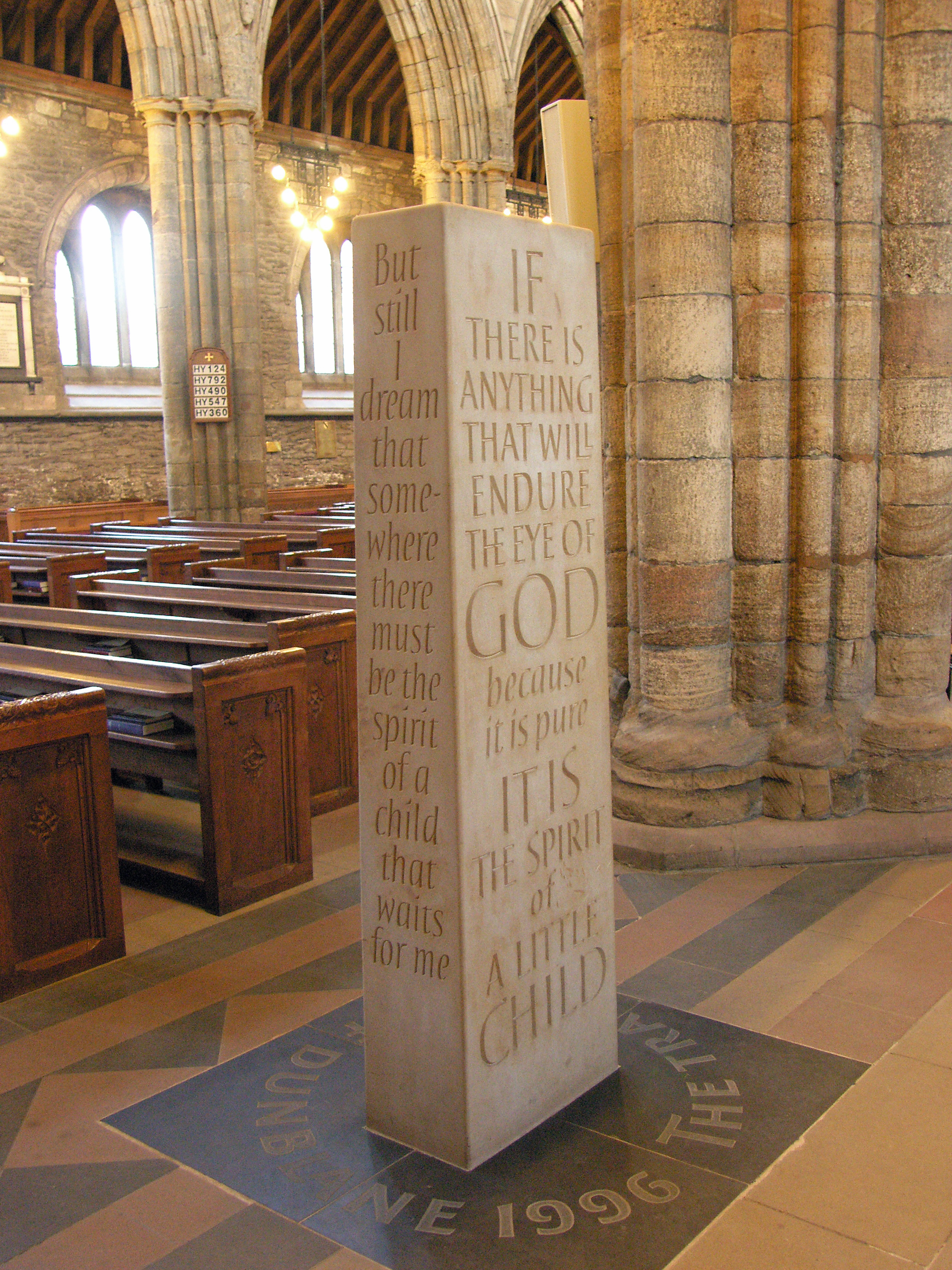
Menir em homenagem a Dunblane

A parte central da Catedral de Dunblane possui um menir do escultor monumental Richard Kindersley. Ele foi encomendado pela Kirk Session como comemoração da catedral e dedicado em um culto em 12 de março de 2001. É uma pedra Clashach de dois metros de altura em uma base de laje de Caithness. As citações na pedra são de E. V. Rieu: He called a little child to him... (chamou para perto dEle uma criança); Richard Henry Stoddard: ...the spirit of a little child (o espírito como de uma criança); Bayard Taylor: But still I dream that somewhere there must be The spirit of a child that waits for me (Mas ainda sonho que em algum lugar deve haver o espírito de uma criança que espera por mim); e W. H. Auden: We are linked as children in a circle dancing (Estamos ligados como crianças em um círculo dançando).
Com o consentimento de Bob Dylan, o músico Ted Christopher escreveu um novo verso para Knockin' on Heaven's Door em memória das crianças da escola de Dunblane e de sua professora. A gravação da versão revisada da música, que incluía irmãos e irmãs das vítimas cantando o refrão e Mark Knopfler na guitarra, foi lançada em 9 de dezembro de 1996 no Reino Unido e alcançou o número 1. Os lucros foram destinados a instituições de caridade para crianças.
Robert Mathieson, líder da banda de gaita de fole Shotts and Dykehead Pipe Band, compôs uma melodia em homenagem, a The Bells of Dunblane.
James MacMillan, compositor escocês, criou uma obra para coral, A child's prayer, em homenagem aos mortos em Dunblane.
A banda inglesa de punk rock U.K. Subs lançou uma música chamada "Dunblane" em seu álbum Quintessentials de 1997, com o refrão "After Dunblane how can you hold a gun and say you're innocent?" (Depois de Dunblane, como você pode empunhar uma arma e dizer que é inocente?).